# McBusted
McBusted – brytyjska supergrupa, w której skład wchodzą członkowie zespołu McFly (Tom Fletcher, Danny Jones, Dougie Poynter i Harry Judd) oraz byli członkowie zespołu Busted (Matt Willis i James Bourne). Przez „DIY Magazine” nazwani „Ojcami chrzestnymi gitarowego popu”. 
Jako supergrupa na swoim koncie mają 11 numerów jeden UK Singles Chart oraz 10 albumów Top 40 UK Album Chart, w tym dwa, które znalazły się na szczycie notowania.

## Muzycy
- Tom Fletcher – śpiew, gitara, pianino, ukulele
- Danny Jones – śpiew, gitara, harmonijka, gitara hawajska
- Dougie Poynter – śpiew, gitara basowa
- Harry Judd – perkusja
- Matt Willis – śpiew, gitara basowa
- James Bourne - śpiew, gitara, pianino

## Historia

### 2013
Podczas trasy koncertowej Memory Lane: The Best of McFly, gościnnie jako support wystąpił James Bourne. Fani zareagowali bardzo pozytywnie na jego akustyczny występ, składający się z przebojów Busted, którzy zakończyli swoją wspólną działalność w 2005 roku. 
19-22 września podczas koncertów z okazji 10-lecia McFly w Royal Albert Hall jako specjalni goście pojawili się Matt Willis i James Bourne. Razem z McFly zagrali trzy utwory: dwa z repertuaru Busted - "Year 3000" i "Air Hostess" oraz "Shine A Light" z repertuaru McFly.
11 listopada podczas konferencji prasowej prowadzonej przez Emmę Willis ogłoszono powstanie supergrupy McBusted oraz zapowiedziano ich wspólną trasę koncertową obejmującą 11 występów. Ze względu na ogromne zainteresowanie biletami już na etapie przedsprzedaży, trasa została rozszerzona o kolejne daty.  

### 2014
W kwietniu, maju i czerwcu odbyła się trasa koncertowa McBusted po Wielkiej Brytanii i Irlandii. Obejmowała 35 występów i była największą trasą koncertową jaką kiedykolwiek zagrali McFly czy Busted. 
6 lipca McBusted byli gwiazdą festiwalu British Summer Time w Hyde Parku. Przed nimi wystąpili Diversity, The Vamps, Scouting For Girls oraz Backstreet Boys. 
1 grudnia premierę miał pierwszy wspólny album grupy, zatytułowany "McBusted". Dwa dni później, podczas gali Cosmopolitan's Ultimate Women Awards 2014, otrzymali nagrodę Ultimate Men of the Year.

### 2015
W lutym McBusted występowali przed One Direction podczas australijskiej części ich trasy On the Road Again Tour. W trakcie pobytu w Australii McBusted zagrali dwa własne koncerty w Sydney i Melbourne. Na ten pierwszy wszystkie bilety zostały wyprzedane.
McBusted's Most Excellent Adventure Tour to druga trasa koncertowa grupy po Wielkiej Brytanii i Irlandii, która odbyła się w marcu i kwietniu i obejmowała 21 dat. 22 czerwca wydano DVD z zapisem koncertu z londyńskiej O2 Arena, którego sprzedaż zapewniła grupie pierwsze miejsce zestawienia Official Music Video Chart Top 50 przez kolejne dwa tygodnie.
10 listopada 2015 roku podczas konferencji prasowej ogłoszono powrót Busted w pełnym składzie.

### 2016
W maju 2016 roku odbyła się trasa koncertowa Busted po Wielkiej Brytanii i Irlandii "Pigs Can Fly Tour". Busted dodali do trasy kolejne koncerty, po tym jak w ciągu godziny wyprzedali około 100 tysięcy biletów. Na czerwiec 2016 roku McFly zaplanowali "Anthology Tour", podczas której mieli zagrać utwory ze wszystkich studyjnych albumów, jednak ze względu na kontuzję Harry'ego trasa została przełożona na wrzesień tego samego roku. 

## Dyskografia

### Single
- Love is on the Radio (McBusted Mix) (featuring Busted)(2013)
- Air Guitar (2014)

### Albumy
- McBusted (2014)

## Wideografia
- McFly 10th Anniversary Concert live at Royal Albert Hall (2013)
- Live at the 02 & Tourplay (2014)[3]
- Most Excellent Adventure Tour DVD (2015)[14]

## Trasy koncertowe
- 2014 – McBusted Tour
- 2015 – McBusted's Most Excellent Adventure Tour[14]